# Een ontvoogding
'Een ontvoogding' is een verhaal van de Nederlandse schrijver Willem Frederik Hermans, geschreven in 1941 en voor het eerst gepubliceerd in het tijdschrift Ad Interim. De uit Aleppo afkomstige pottenbakkerszoon Bahloul gaat in het leger en maakt onderweg naar Basra kennis met de twintig jaar oudere Mohammed, die hem als een vaderfiguur onder zijn hoede neemt. In 1948 werd het verhaal opgenomen in de novellebundel Moedwil en misverstand.
Het verhaal is gebaseerd op een droom van de auteur en neemt met zijn oosterse sfeer een aparte plaats in diens oeuvre in. De meeste interpretaties beschouwen het als een literaire verwerking van het freudiaanse Oedipuscomplex.

## Ontstaansgeschiedenis
'Een ontvoogding' werd geschreven van 23 tot 28 april 1941, toen de auteur negentien jaar oud was. Hij stuurde het op 24 maart 1942 naar uitgever John Meulenhoff, die op 1 mei enthousiast reageerde. Het verhaal kon echter niet meer gepubliceerd worden omdat Criterium in 1942 werd opgeheven. Hermans liet het verhaal ook lezen aan de bevriende jurist A.F. de Savornin Lohman, aan wie hij schreef de locatie alleen te kennen van 'terloops gelezen boeken, foto's, een lezing, wellicht een in kleurenfilm uitgevoerd filmjournaal'. In dezelfde brief beschreef Hermans de droom waarop het verhaal gebaseerd is:
Verleden jaar droomde ik eens 's morgens kort voor het wakker worden, dat ik in een schuin naar het water afhellende straat liep. Een man, als Turk gekleed, kwam op mij toe en bedreigde mij. Hoe, weet ik niet meer, maar ik wist zeker dat het tusschen hem [en] mij op leven en dood zou gaan en ik was zeer angstig: misschien ben ik in werkelijkheid nooit zoo bang geweest. Niet dan na de grootste zelfoverwinning, strekte ik de handen uit, onder zijn baard, naar zijn hals en kneep uit alle macht.
Hij was veel grooter dan ik. Ik moest tegen hem opzien en boven zijn hoofd zag ik een smalle bleekblauwe baan morgenhemel; dwars over de straat hing wasgoed aan lijnen.
Gewoonlijk lig ik na het wakker worden nog wat na te soezen. Zoo ook toen en in dien tijd verzon ik het grootste deel van mijn verhaal. Pas enkele weken geleden, toen ik het over begon te typen, heb ik, om de plaats van handeling toch eenige raison d'être te geven er den parallel Engelschen - inheemschen, Mohammed - Bahloul, ingebracht.
Vanwege oorlog gingen twee beoogde publicatiemogelijkheden niet door: in een door Ed. Hoornik en Cola Debrot samen te stellen bundel en in het tijdschrift Criterium. Hermans ontving wel ƒ19,80 als honorarium omdat zijn bijdrage bij het blad in portefeuille zat.

## Samenvatting
Bahloul is de zoon van een pottenbakker te Aleppo. Omdat de werkelijkheid hem te alledaags is, droomt hij ervan dat het geluid van de draaischijven in de kelder waarop de potten worden geboetseerd, van iets ontzaglijks afkomstig is. Op school presteert hij slecht. Het vak van pottenbakker krijgt hij niet onder de knie omdat hij telkens ontroerd raakt als hij ziet dat de ruwe pot door hemzelf voortgebracht wordt, waardoor zijn hand gaat beven en de pot mislukt. De slaven van zijn vader lachen hem uit en pesten hem. Hij denkt erover weg te gaan, ook al ziet hij zijn geluk ook buiten Aleppo niet liggen. Maar om niet laf te lijken, wordt hij soldaat.
Tijdens de reis door de woestijn naar Basra maakt hij kennis met de oudere soldaat Mohammed, die in Bahloul zichzelf van twintig jaar geleden herkent. Hij bespreekt met hem zijn mislukkingen. Mohammed verklaart: 'Bij alles wat men nastreeft, weet men wat het is, alleen wie de mislukking beoefent weet het niet.'
In Basra trekken ze in een oude kazerne, maar Mohammed heeft met de hoofdman afgesproken dat hij in de stad mag verblijven. Hij neemt Bahloul mee naar een kelder waar wijn wordt geschonken en de opiumpijp beschikbaar is. Bahloul gaat mee en verwacht van Mohammed te leren: 'Door het leven heen komen.' In de kelder liggen kussens op de vloer en hangen tapijten aan de wand. Halimah bedient de drinkers. De wijn maakt Mohammed slaperig maar heeft geen effect op Bahloul. Bahloul vertelt Halimah dat zij mooier is dan de vrouwen uit zijn dromen, waarop zij antwoordt dat zijn droomvrouwen hem alles zouden geven wat zij hem als vriendin van Mohammed moet onthouden. Toch neemt zij, met instemming van Mohammed, Bahloul mee naar boven: 'Maar ik heb toch alles gedaan wat zij dacht dat ik van haar verlangde.'
Bahloul en Mohammed betrekken een kamer met twee divans bij een oude vrouw met een aantal lelijke dochters en een zoon die zich nooit liet zien. Mohammed vraagt Bahloul hoe Halimah hem bevallen is. Haar uitlenen is een gunst die hij niet iedereen toestaat. Volgens Mohammed, door Bahloul zijn tweede vader genoemd, leer je van je vader hoe je iemand eronder moet houden, zoals zij nu van de Engelsen leren. 'Je voogd is je beste leermeester; hoe minder je hem gehoorzaamt, hoe beter je hem navolgt.' Tijdens het poetsen van zijn sabel bij de rivier overdenkt Bahloul zijn verlangen om Halimah niet te hoeven delen met Mohammed. 's Nachts is zij bij Bahloul, overdag bij Mohammed.
De maanden verstrijken en de moraal in het leger is laag. De officieren deserteren. Bahloul en Mohammed komen nog af en toe op appel. Bahloul wil Halimah iets geven dat werkelijk van hemzelf is, bijvoorbeeld een nieuw lied: 'Maar de wij die ik vond, waszo bovenaards, dat mijn stem hem niet volgen kon en ik nooit voor Halimah gezongen heb.'
Ter bewaking worden de troepen meer in het bewoonde gedeelte gelegerd en lijkt het makkelijke leven voorbij. Mohammed spreekt met James, die soldaat is geworden om het Oosten te leren kennen, af dat James hem op de hoogte brengt als hun aanwezigheid vereist is. De laatste nacht met Halimah herinnert Bahloul zich goed. Boven kijken ze uit het raam naar de rivier, die te ver onder hen kabbelt om hen te weerspiegelen. 'Zelfs dat portret heeft ons niet vereeuwigd.' Terwijl hij haar ontkleedt komen twee huiveringwekkende gieren aanvliegen. Bahloul krijgt geen antwoord op de vraag van wie zij meer houdt, maar op zijn vraag of ze nog andere minnaars heeft zegt ze: 'een heleboel' en een daarvan 'wil zelfs een moord doen om mij te krijgen.' Voordat de nacht ten einde is roept James hem om te zeggen dat Mohammed is vermoord tijdens zijn wacht. Maar die ligt gewoon te slapen, wat Bahlol het vermoeden ingeeft dat de man die Halimah hebben wou, een ander voor Mohammed heeft aangezien. 'Helaas.' Bahloul weekt hem om te zeggen dat ze een moordenaar moeten zoeken. Daar wil Mohammed niet van weten, uit angst om een hogere rang te krijgen en zijn leventje te verliezen.
Bij hun logeeradres aangekomen, kijkt de oude vrouw Mohammed 'aan of hij uit de dood herrezen' is: 'U weet natuurlijk dat mijn zoon het heeft gedaan.' Mohammed biedt haar aan te zwijgen, waarop de vrouw he elk vijftig zilverstukken geeft. Buiten stelt Bahloul voor de zoon alsnog aan te geven, wat Mohammed gemeen vindt. Hierop wurgt Bahloul hem: 'Zijn hals werd slapper als een wijnzak die je uitwringt.' Aan de officier van de wacht geeft Bahloul de zoon aan en het geld af. Hij gidst de troep naar het huis en hakt met zijn sabel een hand van de vrouw af: de stomp is 'een schenkkan waaruit rood water liep.' De zoon wordt meegevoerd: 'ik hoorde alleen het lied voor Halimah luid in mij zingen, door vele pauken begeleid.'
James vertelt Bahloul zijn vermoeden waarom hij Mohammed vermoordde: de vrouw gaf hen vast veel meer geld en Bahloul heeft voor de schijn een deel afgestaan en uit angst dat Mohammed hem erom zou vermoorden is hij hem maar voor geweest. Bovendien strijkt hij nu ook de beloning voor het pakken van de moordenaar alleen op.

### Personages
- Bahloul, pottenbakkerszoon die in het leger gaat
- Mohammed, soldaat, twintig jaar ouder dan Bahloul
- Halimah, wijnschenkster en vriendin van Mohammed
- James, Engels soldaat

## Schrijfstijl
'Een ontvoogding' wordt in de ik-vorm verteld door hoofdpersoon Bahloul.

## Structuur
Volgens Paul Rodenko speelt de exotische locatie van het verhaal zich in feite af op een 'gerationaliseerd mythologisch plan' en dit plan is zoiets als het 'collectieve onbewuste'; de wrede afloop strookt geheel met de 'typische bloederige manier van de mythologie'.

## Thematiek
Volgens interpretator Jan Fontijn wordt Bahloul beheerst door ambivalentie 'tussen droom en werkelijkheid, avontuur en alledaagsheid, sterke n laf zijn.' Voor zijn 'tweede vader' Mohammed heeft hij tegenstrijdige gevoelens. Hij verdedigt zich niet als James suggereert dat hij Mohammed heeft vermoord om het geld.
Onderzoeker Michel Dupuis wijst erop dat de moord op Mohammed het einde betekent van het afhankelijkheidsgevoel dat Bahloul hindert. Kort na deze daad is hij nog zo buiten zinnen dat hij ook de hand van hun hospita afhakt, buiten zijn bewustzijn om: 'ik wist niet wat ik gedaan had, ik dacht aan geen gevolgen.' De band met Mohammed houdt op te bestaan zodra die voor Bahloul geen voordelen meer heeft; solidariteit bestaat alleen voor zover dit het eigenbelang dient.

### Freud: Oedipuscomplex en Vatersuche
Rodenko wijst op de veelzeggende beschrijving van de potten die in de werkplaats van de vader van Bahloul worden gemaakt: 'slanke cilinders'. Wanneer Bahloul zelf aan de slag gaat en onder zijn handen iets volmaakts dreigt te ontstaan, beginnen zijn handen van ontroering te beven en bederft hij alles. Dit komt, aldus Rodenko, omdat hij zodoende de gelijke van zijn vader dreigt te worden en deze rivaliteit durft Bahloul niet aan.
Volgens Ed Popelier is het 'een vorm van hautaine minachting' dat Mohammed Halimah deelt met Bahloul, maar is het effect dat de verliefde en daarom jaloerse Bahloul zich de gelijke van zijn vriend gaat voelen. Volgens Dupuis is Mohammed een 'behulpzame vaderfiguur' die de zoon 'inwijdt' en het 'vadercomplex' helpt verdrijven. Hij werkt zijn eigen dood in de hand door Bahloul erop te wijzen dat je van je vader kunt leren hoe je verraad pleegt. De moord op Mohammed betekent het vervangen van de vaderfiguur omdat Bahloul daarna Halimah voor zichzelf heeft. Binnen een interpretatie volgens het Oedipuscomplex betekent de moord de overwinning van de afhankelijkheid tegenover de vader en toegang tot het substituut van de moederwereld.
In 'Een ontvoogding' werkt de vader de ontplooiing van Bahloul tegen: zelfs de slaven staan boven hem en het mislukken van zijn potten door het beven van zijn handen toont de geremdheid die zijn vader teweegbrengt. Surrogaatvader Mohammed moet het met de dood bekopen dat Bahloul zich de heerszuchtige eigenschappen van zijn vader eigen heeft gemaakt. Compleet voelt Bahloul zich pas in het zich ongeremd te buiten gaan aan seksualiteit en geweld; dit betekent de bevrijding van het op zelfbeschouwing gerichte denken door het botvieren van driften.

### Communicatie
Volgens onderzoeker Baudoin Yans is in 'Een ontvoogding' al de filosofische gedachte te vinden die Hermans later bij Wittgenstein zou tegenkomen, dat het bovennatuurlijke onuitspreekbaar is. Yans ziet het lied voor Halimah als de concretisering hiervan.

## Publicatiegeschiedenis
In maart 1946 schreef het tijdschrift Ad Interim een prozaprijsvraag uit waaraan Hermans met 'Een ontvoogding' deelnam. Namens de redactie schreef Jaap Romijn op 21 september dat het verhaal in het voormalige Utrechtse illegale blad zou verschijnen. In 1947 werd het verhaal gepubliceerd in Ad Interim, jaargang 4, aflevering 2/3, p. 78-96. In totaal kwamen 179 inzendingen binnen van 165 verschillende schrijvers, waarvan de redactie er twaalf voor publicatie selecteerde; de hoofdprijs van tweehonderdvijftig gulden werd toegekend aan de Vlaming Daan Inghelram. Volgens Hermanskenner Rob Delvigne wijst de omschrijving 'een dichterlijk en sierlijk geschreven verhaal' erop dat Inghelram de voorkeur van jurylid Bertus Aafjes had.
In 1948 verscheen het in boekvorm in de eerste druk van Moedwil en misverstand, Hermans' eerste verhalenbundel.

## Waardering
Biograaf Willem Otterspeer ziet in het verhaal 'een web van logica en emotie, van rede en raadsel. "Een ontvoogding" bevat vrijwel alle aspecten die het werk van Hermans tot zo'n dwingend geheel maken.'